# バニュルス＝シュル＝メール
バニュルス＝シュル＝メール (Banyuls-sur-Mer) は、フランス南部、オクシタニー地域圏ピレネー＝オリアンタル県内、セレ郡コート＝ヴェルメイユ小郡のコミューン。カタルーニャ語ではバニュルス＝デ＝ラ＝マレンダ (Banyuls de la Marenda)。

## 地理
バニュルス＝シュル＝メールは、セルベール、ポール＝ヴァンドル (Port-Vendres)、アルジュレス＝シュル＝メール (Argelès-sur-Mer)、およびコリウール に隣接している。この一帯はワイン産地として知られ、甘口のバニュルス等が有名である。この町には海洋博物館があり、水族館が併設されている。ピレネー山脈東端の丘陵地帯 (Monts Albères) がこの町の辺りで切り立った崖となって地中海へ沈み込んでいる。

## 名称
バニュルス＝シュル＝メールが初めて記録に現れたのは981年で、Balneumあるいは Balneolaと記されている。1074年より、この町はBannils de Maritimoと呼ばれるようになるが、それは約20キロメートル離れた別の町、現在のバニュルス＝ドル＝アスプル（Banyuls-dels-Aspres）と区別するためであった。1197年の史料には Banullis de Maredineと記され、これは1674年にも見られた。カタルーニャ語では19世紀よりBanyuls de la Marendaと呼ばれている。
知名のバニュルス(Banyuls)は、この場所に池があったことを示している。実際、1872年まで池は実在したのだが Vallauria水路により干上がった。カタルーニャ語のMarendaやフランス語のシュル＝メール(sur Mer)は、単に文字通り海沿いにあることを示している。

## 歴史
二世紀近くにわたり、スペインとの間で商品を相互に密輸することが、バニュルス＝シュル＝メールでの主要な営みであった。時代により、塩、タバコ、銀、砂糖、米、繊維、そして皮革が、ほとんどお咎めなしにこの街を通じて密輸されてきた。ほかには漁業やブドウ栽培などで住民は糧を得てきた。現在では、美味で希少な甘口赤ワインの知名度により、ワイン産業が観光資源として地域経済で大きな役割を果たすようになっている。